# Зап'ясток
Зап'я́сток, зап'я́стя (лат. carpus) — частина кисті, яка складається з 8 кісточок (ossa carpi, ossa carpalia, однина os carpale), розташованих у два ряди.
Сукупність зап'ясткових кісток утворює своєрідне склепіння: опукле на дорсальній стороні і жолобчасте на долонній. Жолоб чи борозна зап'ястка (sulcus carpi) з променевої сторони обмежений променевим підвищенням зап'ястка (eminentia carpi radialis), утвореним горбками човноподібної кістки та кістки-трапеції, а з ліктьової сторони — ліктьовим підвищенням (eminentia carpi ulnaris), утвореним горохоподібною кісткою та гачком гачкуватої кістки.

## Назва
Латинська назва carpus походить від грец. καρπὁς, що сходить до пра-і.є. *kʷerp- («повертати»). Українська назва зап'ясток, зап'ястя пов'язане з «п'ясток, п'ясть».

## Будова

### Кістки
Сукупність восьми зап'ясткових кісток можна поділити або на два поперечні ряди (проксимальний і дистальний), або в три поздовжні колони (променеву, півмісяцеву та ліктьову).
Перший ряд (проксимальний) у порядку від променевої кістки: човноподібна (os scaphoideum), півмісяцева (os lunatum), тригранна (os triquetrum) і горохоподібна (os pisiforme). Другий ряд (дистальний): трапеція (os trapezium) або велика трапецієподібна кістка, трапецієподібна (os trapezoideum) або мала трапецієподібна кістка, головчаста (os capitatum) і гачкувата (os hamatum). Проксимальний ряд зчленовується з променевою кісткою за допомогою променево-зап'ясткового суглоба. Кожен ряд утворює дугу, вигнуту проксимально і увігнуту дистально. На долонній стороні зап'ясток вигнутий і утворює зап'ястковий канал, покритий утримувачем згиначів (flexor retinaculum). Проксимальний ряд зчленовується з поверхнями променевої кістки і кісток дистального ряду. У проксимальному ряді кожна кістка має обмежену незалежну рухомість: наприклад, човноподібна бере участь у забезпеченні міжкісткової сталості, рухомо зчленовуючись з трапецією і трапецієподібною кісткою. Кістки дистального ряду, навпроти, закріплені більш жорстко, тому цей ряд рухається разом з п'ястковими кістками.
З біомеханічного і клінічного погляду п'ясткові кістки краще ділити на три колони: променево-човноподібну (човноподібна, кістка-трапеція та трапецієподібна), центрально-півмісяцеву (півмісяцева та головчастка кістки) і ліктьово-тригранну (тригранна та гачкувата кістки). При такому діленні горохоподібна кістка розглядається як сезамоподібна, включена в сухожилок ліктьового згинача зап'ястка. Ліктьова колона має проміжок між ліктьовою і тригранною кістками, тому тільки променево-човноподібна і центрально-півмісяцева колони зчленовуються з передпліччям (променевою кісткою). Зап'ясток є більш сталим у згинанні, ніж у розгинанні, завдяки тому що сила капсул і зв'язок більша, ніж сила взаємного зчеплення кісток.

### Зчленування
Зап'ясток має велику кількість суглобів. З п'ястковими кістками кістки зап'ястка з'єднуються зап'ястково-п'ястковими суглобами (articulationes carpometacarpeae, articulationes carpometacarpales), з променевою кісткою — променево-зап'ястковим суглобом, між собою зап'ясткові кістки сполучаються міжзап'ястковими суглобами (articulationes intercarpales), а міжзап'ястковий суглоб між проксимальним і дистальним рядами називається середньозап'ястковим суглобом (articulatio mediocarpalis).
| Назва             | Проксимальні/променеві зчленування | Латеральні/медіальні зчленування | Дистальні/п'ясткові зчленування             |
| Проксимальний ряд | Проксимальний ряд                  | Проксимальний ряд                | Проксимальний ряд                           |
| ----------------- | ---------------------------------- | -------------------------------- | ------------------------------------------- |
| Човноподібна      | променева                          | головчаста, півмісяцева          | трапеція, трапецієподібна                   |
| Півмісяцева       | променева, суглобовий диск         | човноподібна, тригранна          | головчаста, гачкувата (іноді)               |
| Тригранна         | суглобовий диск                    | півмісяцева, горохоподібна       | гачкувата                                   |
| Горохоподібна     |                                    | тригранна                        |                                             |
| Дистальний ряд    |                                    |                                  |                                             |
| Трапеція          | човноподібна                       | трапецієподібна                  | перша та друга п'ясткові                    |
| Трапецієподібна   | човноподібна                       | трапеція, головчаста             | друга п'ясткова                             |
| Головчаста        | човноподібна, півмісяцева          | трапецієподібна, гачкувата       | третя, частково друга та четверта п'ясткові |
| Гачкувата         | тригранна, півмісяцева             | головчаста                       | четверта і п'ята п'ясткові                  |

### Додаткові кістки
Окрім вищеописаних, у зап'ястку іноді спостерігаються додаткові кістки. З понад 20 описаних додаткових зап'ясткових кісток, тільки чотири вважаються справжніми додатковими (центральна, шилоподібна, друга трапецієподібна та друга горохоподібна). Іноді трапляється розділення човноподібної, тригранної та горохоподібної кісток на дві.

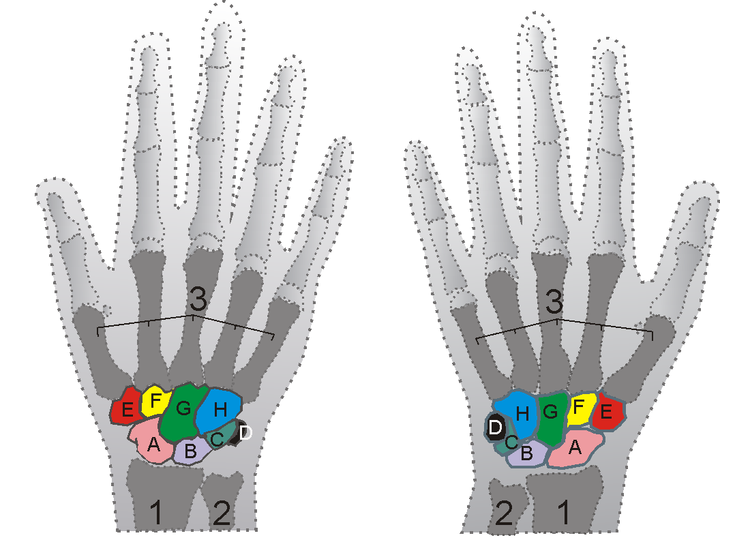
A — човноподібна кістка B — півмісяцеві кістка C — тригранна кістка D — горохоподібна кістка E — трапеція (велика трапецієподібна кістка) F — трапецієподіна (мала трапецієподібна кістка) G — головчаста кістка H — гачкувата кістка 1 — променева кістка 2 — ліктьова кістка 3 — п'ястні кістки